# Angelique Special 2
Pour les drama CD tirés du jeu, ainsi que pour les autres jeux de la série, voir Angelique (série).
 (novembre 2018).
Si vous disposez d'ouvrages ou d'articles de référence ou si vous connaissez des sites web de qualité traitant du thème abordé ici, merci de compléter l'article en donnant les références utiles à sa vérifiabilité et en les liant à la section « Notes et références ».
Angelique Special 2 (アンジェリークSpecial2, « Angélique spécial 2») est un jeu vidéo japonais de simulation de drague de la franchise Angelique, sorti en 1996.

## Présentation
Le jeu est développé par Ruby Party pour Koei. Il sort d'abord le 6 décembre 1996 au Japon sur PC-FX, publié par NEC Home Electronics. Il ressort quatre mois plus tard sur Sega Saturn et PC Windows le 4 avril 1997, puis sur PlayStation le 11 avril suivant.
C'est le deuxième jeu de la série Angelique, suite du jeu original homonyme (un jeu "hors série", Fushigi no Kuni no Angelique, est cependant sorti entre-temps, deux mois auparavant). Il possède les mêmes caractéristiques techniques et graphiques que la version améliorée de ce jeu sortie un an auparavant sous le titre Angelique Special, dont il reprend l'intitulé plutôt que celui de la version originale à la conception plus basique.
Le jeu est destiné à un public féminin, toujours réalisé d'après des dessins de la shojo mangaka Kairi Yura, et contient des éléments de fantasy, d'aventures, de stratégie et de romantisme. L'héroïne du jeu n'est plus Angelique Limoges, devenue « reine Angelique » à la fin du premier jeu, mais une autre Angelique, Angelique Collet. Le jeu poursuit l'histoire débutée dans le précédent, reprenant les mêmes thèmes et personnages. L'histoire développée dans le jeu sera également adaptée en drama CD sur CD audio.
Les personnages et l'univers du jeu seront repris dans un jeu "hors série" qui sortira deux ans plus tard en 1998 : Angelique Tenkū no Requiem. Le prochain jeu régulier de la franchise, Angelique Trois, sortira quatre ans plus tard en 2000, mais une autre version améliorée du premier jeu sortira entre-temps en 1998 : Angelique Duet.

## Histoire
Angelique Limoges est devenue la nouvelle reine Angelique, assistée par son ancienne rivale pour le titre, Rosalia de Catargena. Elle doit à son tour choisir entre deux candidates adolescentes pour lui succéder : Angelique Collet et Rachel Hart. Chacune se voit confier un territoire qu'elle doit peupler, avec l'aide des neuf gardiens et de trois nouveaux instructeurs.

## Personnages
- Angelique Collet : prétendante, interprétée par Yōko Asada (en)
- Rachel Hart : prétendante, interprétée par Miki Nagasawa
- Julious : gardien de la lumière, interprété par Show Hayami
- Clavis : gardien de l'ombre, interprété par Kaneto Shiozawa
- Luva : gardien de la terre, interprété par Toshihiko Seki
- Oscar : gardien du feu, interprété par Kenyū Horiuchi
- Lumiale : gardien de l'eau, interprété par Nobuo Tobita
- Olivier : gardien du rêve, interprété par Takehito Koyasu
- Randy : gardien du vent, interprété par Nobutoshi Canna (alias Nobutoshi Hayashi)
- Zephel : gardien de l'acier, interprété par Mitsuo Iwata
- Marcel : gardien de la nature, interprété par Hiro Yūki
- Victor : instructeur, interprété par Fumihiko Tachiki
- Seiran : instructeur, interprété par Tetsuya Iwanaga
- Timuka : instructeur, interprété par Atsushi Kisaichi
- Angelique Limoges : la reine Angelique, interprétée par Yuri Shiratori (en)
- Rosalia de Catargena : son assistante, interprétée par Kotono Mitsuishi